# 石新山
石新山（1922年—2002年），男，直隶（今河北）南宫人，中华人民共和国政治人物，曾任长沙市革命委员会主任，中共湖南省纪委书记。